# Ebraica biblică târzie
Limba ebraică biblică târzie corespunde perioadei dominației persane și grecești. Perioada persană a avut loc între secolele VI și IV înainte de Cristos. Unele texte biblice sunt scrise în acest dialect (de exemplu Cartea lui Ezra și Neemia).
Perioada greacă a debutat cu cuceririle lui Alexandru Macedon din 332 î.e.n., Țara Sfântă fiind controlată de dinastia seleucidă. Perioada a fost caracterizată prin elenizare, adesea brutală. A durat până la 167-160 î.e.n. când Macabeii (hasmoneii) au obținut independența statală.
Patru viziuni apocaliptice din capitolele 7–12 din Cartea lui Daniel, datată la circa 165 î.e.n., sunt scrise în principal în ebraica biblică târzie.
Ebraica de Qumran, atestată în Manuscrisele de la Marea Moartă din cca. 200 î.Hr. până la 70 d.Hr., este o continuare a ebraicei biblice târzii. Ebraica de Qumran poate fi considerată o etapă intermediară între ebraica biblică și ebraica mișnaică, deși ebraica de Qumran își arată propriile sale trăsături dialectale idiosincratice.